# 哈氏岩瓷蟹
哈氏岩瓷蟹（学名：Petrolisthes haswelli）为瓷蟹科岩瓷蟹屬下的一个种。